# Liogenys hirta
Liogenys hirta är en skalbaggsart som beskrevs av Gutierrez 1951. Liogenys hirta ingår i släktet Liogenys och familjen Melolonthidae. Inga underarter finns listade i Catalogue of Life.